# Gale commune
La gale commune de la pomme de terre est une maladie bactérienne qui affecte les tubercules de pomme de terre.
Cette maladie se manifeste sous la forme de lésions superficielles, plus ou moins subérisées, des tubercules, s'enfonçant parfois en forme de cratères. Elle se manifeste peu sur les parties aériennes de la plante (feuilles, tiges). Cette maladie est présente dans toutes les régions de culture de la pomme de terre. Elle se traduit par une dévalorisation des tubercules qui deviennent invendables. Elle attaque également d'autres plantes cultivées, notamment la betterave sucrière, carottes, navets, etc.
La gale commune est provoquée par des bactéries du genre Streptomyces, principalement Streptomyces scabiei, Streptomyces europaescabiei,  Streptomyces stelliscabiei, Streptomyces acidiscabiei,  Streptomyces aureofaciens, Streptomyces turgidiscabiei, Streptomyces reticulosacbiei.
appartenant au groupe des Actinomycètes, qui infectent les tubercules en pénétrant par les lenticelles ou par des blessures.
La lutte contre cette maladie consiste principalement à choisir des variétés peu sensibles, en évitant les chaulages qui favorisent la multiplication de ces bactéries. L'humidité inhibe le développement de la gale commune.